# 테라 네트웍스
테라 네트웍스(Terra Networks)는 스페인에 소재한 인터넷 다국적 기업이다. 텔레포니카 그룹의 일부인 테라는 미국, 스페인, 16개 라틴 아메리카 국가를 위한 웹 포털과 인터넷 접속 제공자로 운영하고 있다. 테라는 TRLY라는 기호로 나스닥에 상장하였으며 스페인 주식 시장의 경우 TRR로 상장하고 있다.
테라는 1999년에 Juan Villalonga이 설립하였으며, 그는 1996년부터 2000년까지 텔레포니카의 사장으로 부임하였다. 그 뒤로 Ole, Zaz, Infosel, Gauchonet, Chevere와 같은 기업들을 인수하였다.

## 같이 보기
- 라이코스